# Gonomyia (Leiponeura) esakiella
Gonomyia (Leiponeura) esakiella is een tweevleugelige uit de familie steltmuggen (Limoniidae). De soort komt voor in het Australaziatisch gebied.